# Ringhoffer (tramwaj)

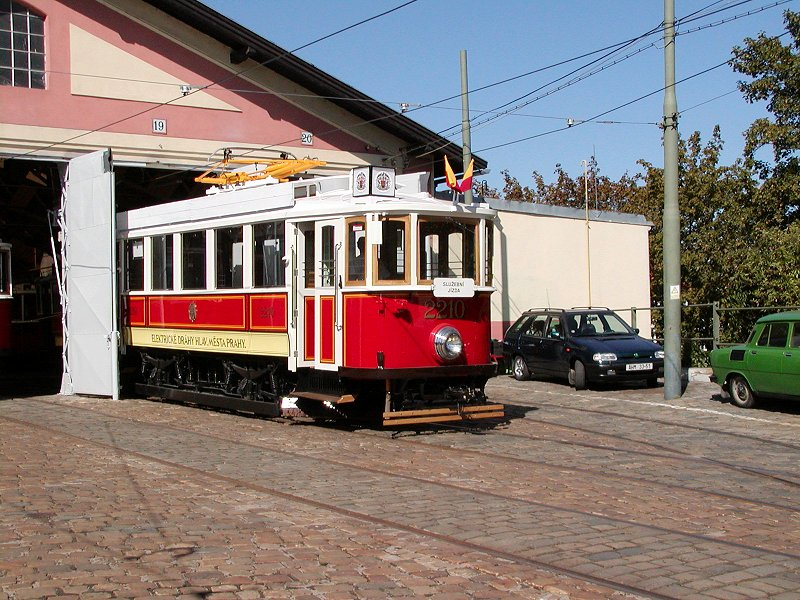
Tramwaj typu Ringhoffer z 1930 roku w Pradze

Ringhoffer – nazwa serii tramwajów produkowanych od 1876 (pierwszy tramwaj konny) do 1948 (nacjonalizacja firmy) w zakładach Ringhoffera na Smíchovie w Pradze.

## Historia
Fabryka Ringhoffera w Pradze zajmowała się początkowo produkcją wagonów kolejowych, ale po otwarciu w mieście w 1875 linii tramwaju konnego podjęła się także wytwarzania wagonów tramwajowych. Pierwsze wagony tramwaju konnego wyprodukowano w 1876 i posiadały one zamknięte pudło wykonane całkowicie z drewna na wzór konnych tramwajów amerykańskich. Kolejne zamówienia obejmowały także letnie wagony otwarte. Po uruchomieniu w Pradze w 1891 pierwszej linii tramwaju elektrycznego zakłady Ringhoffera stały się największym dostawcą taboru liniowego w tym mieście, a ostatnią dostarczoną klasyczną konstrukcją zakładów były wozy Mevro z 1948.
Prócz dostaw dla Pragi zakłady Ringhoffera podjęły produkcję taboru tramwajowego dla wielu miast ówczesnych Austro-Węgier, m.in.: Mostu, Uścia nad Łabą, Czeskich Budziejowic, Pilzna, Liberca, Cieszyna, a po rozpadzie monarchii kontynuowano dalsze dostawy dla miast już w granicach Czechosłowacji. Tabor był także eksportowany, m.in. do Szczecina czy Poznania (15 wagonów z lat 1924–1926 oznaczonych jako typ R).
Wyposażenie elektryczne stosowane w tramwajach Ringhoffera produkowane było w różnych firmach m.in. AEG Wiedeń czy Brown Boveri, a konstrukcja pudła dostosowywana do indywidualnych zamówień klientów. Nie stosowano specjalnych oznaczeń serii produkcyjnych, a rozróżnienie umożliwiały numery seryjne i rok produkcji wozu.
Pierwsze wozy wykonywano z drewna z obiciem blachą dolnych części pudła, zaś konstrukcje w pełni stalowe wprowadzono w latach 30.
Zakłady po nacjonalizacji w 1948 i pod nazwą Przedsiębiorstwo Państwowe Tatra Praga, a od 1963 Przedsiębiorstwo Państwowe ČKD Praga rozpoczęły produkcję wozów tramwajowych Tatra konstrukcji PCC.